# Rubeosaurus
Rubeosaurus ist eine Gattung von ceratopsiden Dinosauriern aus der Gruppe der Centrosaurinae. Die einzige bekannte Art der bislang monotypischen Gattung ist Rubeosaurus ovatus aus der Two-Medicine-Formation (Mittleres Campanium; vor ca. 74 bis 75 Millionen Jahren) von Montana (USA).

## Etymologie und Forschungsgeschichte
Der Gattungsname setzt sich zusammen aus dem lateinischen „rubeus“ (wörtlich „vom Brombeerstrauch“; hier verwendet im Sinne von „Dornbusch“) und dem latinisierten altgriechischen Wort σαῦρος „sauros“ („Eidechse“, „Salamander“). Der Name lässt sich sinngemäß mit „Dornbusch-Echse“ übersetzen und bezieht sich auf die stachelartigen Fortsätze des Nackenschildes. Der Artzusatz „ovatus“ (Latein „eiförmig“, „oval“) bezieht sich auf den ovalen Umriss dieser Dornfortsätze.
Der Holotypus (USNM 11869), ein Fragment des zum Scheitelbein (Parietale) gehörenden Teils des Nackenschildes, wurde bereits im Sommer 1928 von George F. Sternberg aus den Sedimenten der Two-Medicine-Formation in Montana geborgen. Die Erstbeschreibung erfolgte 1930 durch Charles W. Gilmore, der das Fossil als neue Art der Gattung Styracosaurus (Styracosaurus ovatus) interpretierte.
Ein 1986 im annähernd gleichen Fundhorizont entdeckter, fragmentarisch erhaltener Schädel (MOR 492) wurde 2010 von Andrew T. McDonald und John R. Horner derselben Art zugeordnet. Gleichzeitig gliederten die Autoren die Fossilien aus der Gattung Styracosaurus aus und stellten sie in eine eigene Gattung Rubeosaurus. Das zweite Exemplar (MOR 492) umfasst Teile der beiden miteinander verschmolzenen Nasenbeine samt einem Knochenzapfen für ein Nasenhorn, ein Fragment der linken Prämaxilla, ein Fragment des linken Postorbitale samt Knochenzapfen für ein Überaugenhorn sowie ein fast vollständiges, rechtes Scheitelbein mit zwei stachelförmigen Epiparietalia.
Ein Jahr später interpretierte McDonald ein weiteres Fossil (USNM 14765) aus der Two-Medicine-Formation als subadultes Exemplar von Rubeosaurus ovatus. USNM 14765 war bereits 1935 gefunden und 1939 von Gilmore als fast adultes Exemplar von Brachyceratops montanensis beschrieben worden. Die Gültigkeit dieses Taxons, das Gilmore 1914 aufgestellt hatte, wurde von späteren Bearbeitern jedoch stark in Zweifel gezogen und Brachyceratops montanensis wird heute als Nomen dubium gewertet. Das Fossilmaterial von USNM 14765 umfasst ein fast vollständiges, jedoch disartikuliertes (nicht im anatomischen Zusammenhang stehendes) Schädelskelett und einige wenige postkraniale Skelettelemente (ein Rückenwirbel, eine Rippe, das linke Schulterblatt, beide Oberschenkelknochen und zwei Zehenglieder).

## Merkmale

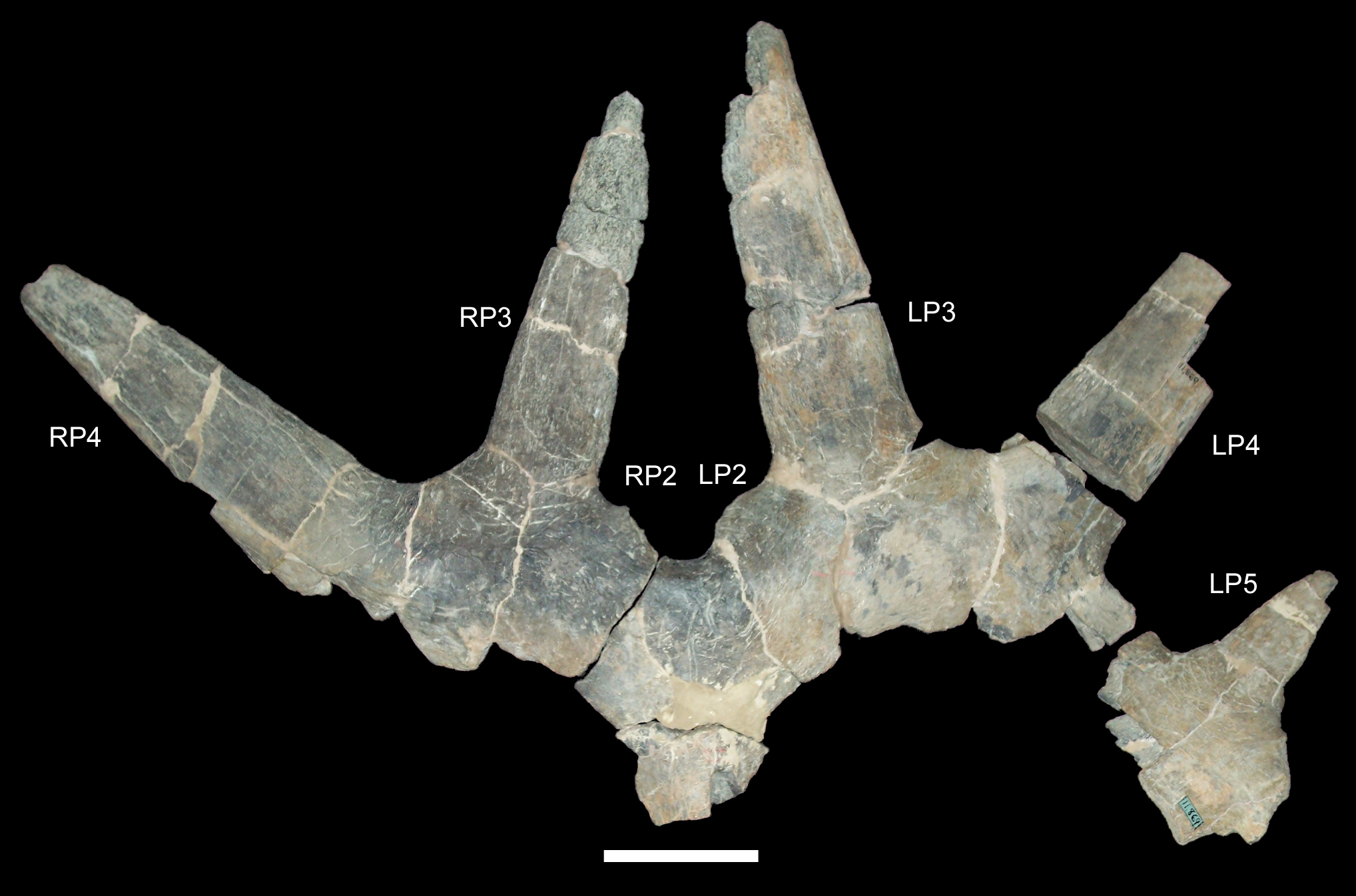
Holotypus (USNM 11869) von Rubeosaurus

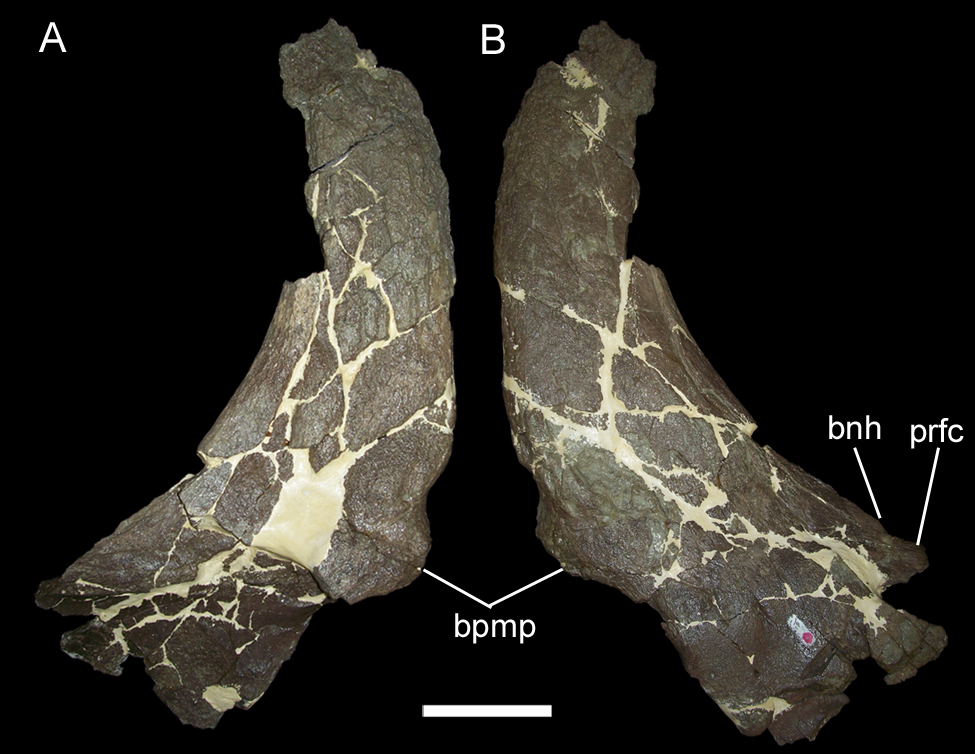
Knochenzapfen des Nasenhorns mit Fragmenten des Nasenbeins von Rubeosaurus (MOR 492)

(Die Beschreibung folgt, sofern nicht anders angegeben, der Analyse von McDonald, 2011.)
Rubeosaurus unterscheidet sich von allen anderen Vertretern der Centrosaurinae durch die nach innen geneigten, stachelartig verlängerten Epiparietalia P3 („LP3“ und „RP3“ in der Abbildung rechts).
Dazu kommt eine Reihe von Merkmalen, die für sich genommen zwar auch bei anderen Gattungen der Centrosaurinae auftreten, in Kombination jedoch für Rubeosaurus einzigartig sind:
- Ein langer, steil aufgerichteter Knochenzapfen für ein Nasenhorn
- Kurze, dorsal ausgerichtete Knochenzapfen mit abgerundeter Spitze für Überaugenhörner am Postorbitale
- Stachelförmig verlängerte Epiparietalia P3, P4 und P5
- Die Epiparietal-Stacheln auf Position P3 sind gerade und nicht gekrümmt
- Die P5-Stacheln sind deutlich kürzer als die Stacheln auf den Positionen P3 und P4
- Die Epiparietalia P2 sind dagegen klein, rundlich und ebenfalls nach innen geneigt
- Ein Epiparietalium auf der median gelegenen Position P1 ist nicht vorhanden

Gregory S. Paul erwähnt für Rubeosaurus eine Länge von 5 m und eine Körpermasse von 2 Tonnen, macht jedoch keine Angaben dazu wie diese Daten ermittelt wurden.

## Alterseinstufung der Funde
Alle bisher bekannten Fossilbelege von Rubeosaurus stammen von verschiedenen Fundstellen innerhalb der Two-Medicine-Formation. Die Fundorte liegen in der Umgebung des Landslide Butte im Gebiet der Blackfeet Nation (Glacier County, Montana) und nehmen eine ähnliche stratigraphische Position innerhalb der Two-Medicine-Formation, etwa 60 m im Liegenden der Hangendgrenze zur überlagernden Bearpaw-Formation ein. Dieser stratigraphischen Position kann auf Basis von radiometrischen Altersdaten zweier Bentonit-Horizonte ein Alter von etwa 74–75 Millionen Jahren (Mittleres Campanium) zugewiesen werden.
Aus der Two-Medicine-Formation sind noch zwei weitere Gattungen der Centrosaurinae bekannt. Deren Fossilbelege stammen jedoch aus anderen stratigraphischen Niveaus der Formation etwa 45 m (Einiosaurus) beziehungsweise etwa 20 m (Achelousaurus) im Liegenden der Hangendgrenze zur Bearpaw-Formation und die beiden Gattungen sind dementsprechend nicht zwingend als sympatrisch zu Rubeosaurus zu werten.

## Systematik
Rubeosaurus ovatus wurde ursprünglich als neue Art der Gattung Styracosaurus beschrieben.
Der Fund von MOR 492 veranlasste McDonald & Horner, 2010 die Art in eine eigenständige Gattung innerhalb der Centrosaurinae zu stellen. Eine erste phylogenetische Analyse wies Rubeosaurus als Schwestertaxon von Einiosaurus aus und die beiden Gattungen bildeten gemeinsam mit Achelousaurus und Pachyrhinosaurus eine eigene Teilklade innerhalb der Centrosaurinae. Styracosaurus fällt hingegen zusammen mit Centrosaurus in eine zweite, abseits davon liegende Teilklade.
Eine spätere, im Rahmen der Erstbeschreibung von Wendiceratops veröffentlichte Analyse, zeigte Rubeosaurus hingegen als Schwestertaxon von Styracosaurus in einer gemeinsamen Teilklade mit Coronosaurus , Centrosaurus und Spinops, abseits der Teilklade mit Einiosaurus, Achelousaurus und Pachyrhinosaurus. Die Ergebnisse dieser Analyse sind im nebenstehenden Kladogramm in vereinfachter Form wiedergegeben.
Die verwandtschaftlichen Verhältnisse innerhalb der Centrosaurinae sind jedoch noch keineswegs abschließend geklärt und neues Belegmaterial kann jederzeit zu Änderungen in der hier dargestellten systematischen Stellung von Rubeosaurus führen.

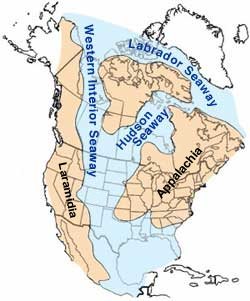
Der Western Interior Seaway während der mittleren Kreide vor etwa 100 Millionen Jahren

## Palökologie
Rubeosaurus war, wie alle Vertreter der Ceratopsidae, ein reiner Pflanzenfresser.
Der Nordamerikanische Kontinent war während der mittleren und oberen Kreidezeit teilweise von einem flachen Epikontinentalmeer bedeckt. Dieser Western Interior Seaway teilte den Kontinent in zwei Landmassen; das westliche Laramidia und das östliche Appalachia. Letzteres war zeitweilig durch einen weiteren Meeresarm (Hudson Seaway) in einen nördlichen und einen südlichen Teil aufgespalten. Die Sedimente der Two-Medicine-Formation wurden als Erosionsmaterial der jungen Rocky Mountains an der Ostküste Laramidias, also in Richtung zum Western Interior Seaway hin, abgelagert.
Die obere Two-Medicine-Formation, aus der die Funde von Rubeosaurus stammen, wurde im Bereich von flachen, anastomosierenden Flüssen bzw. im Bereich von deren Schwemmebenen abgelagert. Sedimentologische Charakteristika der Two-Medicine-Formation sprechen für einen Ablagerungsraum, der durch ein warmes, semiarides Klima mit ausgeprägten Trockenzeiten geprägt war.